# Jardins de LY
Les jardins de LY sont des jardins botaniques et paysagers, situés à Senarpont (Somme), dans la vallée de la Bresle, en Picardie.

## Historique
Les créateurs ont acheté le terrain en 1965 pour construire leur maison. Les aménagements extérieurs ont suivi. En 2001, une parcelle voisine, nouvellement acquise, permet d'agrandir les jardins.

## Description
Les jardins s'étendent sur une superficie de 1,2 hectare et sont situés à une trentaine de kilomètres de la mer, sur le territoire de la commune de Senarpont.
Ils présentent 100 m de façade sur la route départementale D1015, reliant Beauvais au Tréport. 
Les créateurs ont utilisé la première lettre de leur prénom pour baptiser les lieux (Louisette et Yves).
Les centres d'intérêt sont constitués d'espaces à thèmes à découvrir suivant une visite guidée.

### Jardin japonais
L'implantation de nombreuses structures décoratives est considérée comme primordiale par les créateurs.
Le pont est valorisé : il enjambe le plan d'eau agrémentant un espace japonisant.

### Jardin d'eau
Des poissons rouges, des shubunkins et bientôt des carpes koï animent les trois bassins reliés entre eux avec système d'auto-épuration au moyen de plantes macrophytes.
Les nénuphars et les pontédéries, un îlot flottant yin et yang se rencontrent au fil des allées sinueuses.

### Jardin de topiaires
Dès l'entrée dans les jardins de LY, le regard est attiré par les buis et les conifères, expressions d'un art topiaire maîtrisé. 
Cupressus arizonica « Glauca », Taxus baccata « Fastigiata », Cupressocyparis leylandii « Castelwellan Gold »... sont conduits en formes géométriques : nuages, spirales, plateaux, sphères, ogives...
L'entretien est assuré par les élèves en formation de la Maison Familiale et Rurale d'Yzengremer et leurs encadrants.

### Bambouseraie
Un labyrinthe, pour s'amuser, a été aménagé et apporte un intérêt particulier à la découverte des variétés introduites.

### Potager
Les plantes et légumes anciens et rares sont adaptés et reproduits régulièrement : la menthe poivrée, la glycine tubéreuse, la raiponce, les crosnes, le cornichon sauteur...
Les plantes comestibles voisinent les aromatiques et les ornementales. Une quarantaine de variétés de menthe, des dizaines de légumes anciens sont conduits sous les principes de la permaculture.

### Bonsaïs et arbres introduits
Au nombre d'environ 150 au début de l'année 2014, les bonsaïs, ces arbres miniatures, constituent une collection des plus variées. Les jardins sont tout autant riches en feuillus qu'en résineux. 
La  visite permet de découvrir la collection de résineux qui dépasse les six cents variétés dont Sequoiadendron pendula, le préféré des propriétaires.

### Des jardins éducatifs
Les oies de Guinée, bernaches et cygnes noirs animent la découverte. Des races de poules étonnantes ont été « acclimatées ». Une manière d'élargir aux autres centres d'intérêt des visiteurs.
Des élèves du lycée professionnel agricole de la Baie de Somme à Abbeville sont associés à l'entretien,.
Les élèves de la maison Familiale Rurale (MFR) d'Yzengremer interviennent dans le cadre de leur formation

## Distinctions
- Le site est labellisé « Tourisme et Handicaps[7] ».
- Prix spécial du jury pour son espace légumes anciens, insolites et aromatiques attribué par la SNHF (Société Nationale d'Horticulture de France), l'Association JARDINOT (Le Jardin des Cheminots) et le GNIS (Groupement National Interprofessionnel des Semences et Plantes) le 3 décembre 2014[8].